# Argyrosticta croesita
Argyrosticta croesita là một loài bướm đêm trong họ Noctuidae.